# Sainte-Radegonde (Saona e Loira)
Sainte-Radegonde è un comune francese di 179 abitanti situato nel dipartimento della Saona e Loira nella regione della Borgogna-Franca Contea.

## Società

### Evoluzione demografica
Abitanti censiti